# Samsung SGH-U900
A Samsung SGH-U900 (vagy más néven Samsung Soul) a Samsung Electronics Company, a világ második legnagyobb mobilgyártójának felső kategóriás mobiltelefonja, ami 2008 áprilisában jelent meg. A készüléket 2008 februárjában mutatták be Barcelonában a GSMA Mobile World Kongresszuson, mint a Samsung új designtelefonját 5 megapixel felbontású kamerával. Újdonságként jelent meg a kijelző alatt található multifunkcionális érintőképernyő, ami mindig az adott művelethez igazodik. A Soul a Spirit of Ultra kifejezés rövidítése, amit a Samsung Electronics Company talált ki. A gyártónak köszönhetően az UMTS beszédidő jelentősen növekedett: 3 óra 30 percre. A telefon támogatja a 3.5 HSDPA-t és "globális" 3G telefon, az összes a világon használt fontos frekvenciát támogatva: GSM 850, GSM 900, GSM 1800, GSM 1900, HSDPA, UMTS 850, UMTS 1900, UMTS 2100. A mobiltelefonból a bejelentését követő első hónapban több mint 1 millió példány fogyott el.

## Megjelenés

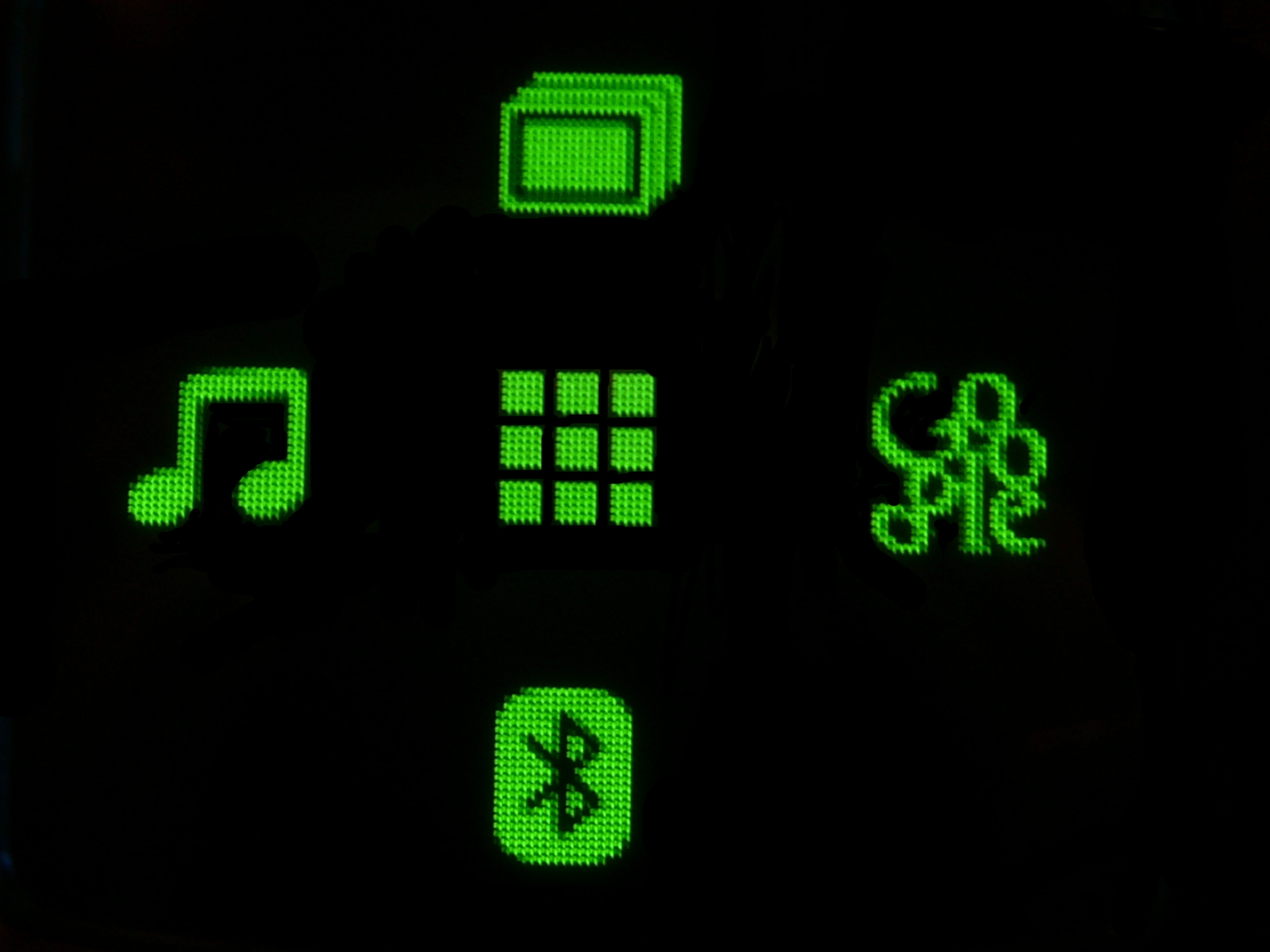
Az U900 érintőképernyője

Az előlapon elhelyeztek 2,2 inches kijelzőt és egy 23x20 milliméteres érintőpanelt is. Az U900 bal oldalán a hangerőt szabályozó billentyűk és a szokásos adatcsatlakozó ajtaja látható, jobb felén pedig az SD kártya nyílását takarja egy panel, illetve ide került a fényképezőgép gyorsgombja is. Szétcsúsztatva látszódik az 5 megapixeles kamera és a LED vaku. Alapállapotban a bal oldali gomb a menühöz, a jobb oldali pedig a névjegyzékhez visz.
A telefon többféle színváltozatban került forgalomba:
- Black (fekete)
- Pink (rózsaszín)[4]
- Grey (szürke)
- Black-Gold (fekete-arany, limitált kiadás)[5]
- Platinum (platina ezüst)

### Ház, gombok
A kijelző fölött közvetlenül a hangszóró található, ettől balra pedig a másodlagos kamera (3G). A telefon jobb oldalán található a hangerő-szabályzó gomb, ami fényképező módban zoomolásra használható. Valamint itt kapott még helyet a töltő/fülhallgató csatlakozó. A bal oldalon a microSD kártya nyílása és a fényképező gombja található. Ezt alapállapotban hosszan le kell nyomni, ha fényképezni szeretnénk.
A billentyűzet két részből áll: az alsó részből, ahol az 1,2,3...,# gombok találhatóak, és a felső részből, ahol az érintőképernyő, a két oldalsó gomb és a hívásfogadás, -letétel gomb helyezkedik el. A hívásletétel gombot hosszan lenyomva a telefon kikapcsol (a gyártó általában így építi be a ki-,bekapcsolást).

### Menü
A menü 3x4 ikonból áll és BlackUI rendszer alapjaira épül (Black UI II-es szoftver). Az ikonok föntről lefelé és balról jobbra: Hívásnapló, Névjegyzék, Multimédia, Web'n'walk, Üzenetek, Saját fájlok, Naptár, Fényképező, Szórakozás, Alkalmazások, Ébresztések, Beállítások.

### Témák
A telefonon alapból három téma van: Monolithic Purity, Élégance Noire és Samsung Theme. A témák mindegyikénél változik a háttérkép, a menü háttere, az ikonok színe és kinézete, és az animálódás típusa. A Monolithic Purity egy letisztult, szürke téma aminek a háttere a rozsdamentes acélt utánozza. Az Élégance Noire inkább ilyen diszkós téma, melyben kis világító kockákból rakja ki a hátteret. A Samsung Theme pedig az eredeti Samsung téma.
Ezeken kívül lehetőségünk van még saját témákat szerkeszteni az UCS (User Created Skin) program segítségével. Ennek lényege, hogy megadod, hogy milyen képet szeretnél háttérnek, milyen színű legyen, a kijelölés színe milyen legyen stb., és a mobil háromféle lehetőséget kínál föl neked, ezek közül kell választanod. Amint kész a téma és nevet is adtál neki, azonnal beállíthatód. Ha mozgóképet teszel be a menü hátterének, természetesen a mozgókép első képsorát fogja használni.

## Tulajdonságok
A telefon legfontosabb tulajdonságai a következőek:
- 3G videóhívás
- 5 megapixeles kamera LED vakuval
- Bluetooth 2.0 (100 méter)
- Web hozzáférés
- 3.5G nagysebességű internet
- Videólejátszó folyamatos gyors tekeréssel
- Zenelejátszó (MP3/AMR-NB/I-Melody/SMAF/XMF/MIDI/SP MIDI/AAC/AAC+/Enhaced AAC+/WMA formátumok, háttérben is fut)
- Kép-, és videószerkesztő
- UCS-User Created Skin (témaszerkesztő)[6]
- Magical Touch (érintőpanel)

### Névjegyzék
A telefon memóriájában 1000 név tárolható plusz még 200 a SIM-kártyán. Ezeket nem csak külön, hanem egybe is megtekinthetjük, így sokkal könnyebb kezelni. A névjegyeket le lehet menteni külön fájlként, sőt el is lehet küldeni. A számokat bármikor hozzá lehet rendelni gyorshívóként a telefon 2,3,4...,9-es billentyűihez(az egyes a postafiók). Egy névjegynél a következő dolgokat lehet megadni: Keresztnév, Vezetéknév, Megjelenített név, Mobil – magán, Mobil – üzleti, Vezetékes – magán, Vezetékes – üzleti, Fax, E-mail – magán, E-mail – üzleti, Honlap – magán, Honlap – üzleti, DTMF, Csoport, Hívóazonosító, Csengőhang, Üzenetjelző hang, Születésnap, Becenév, Cég, Beosztás, Cím – magán, Cím – üzleti, Jegyzet.

### Multimédia
A multimédiában 3 program van: Zenelejátszó, FM rádió és hangrögzítő. A Zenelejátszó csak az MP3 formátumú számokat játssza le, de a mobil minden ma ismert zenei formátumot értelmez. Ha belépünk a Zenelejátszóba, látjuk hogy a mobil több dolog alapján is kategorizálja számokat: Előadók, Műfajok, Albumok, Szerzők, stb. Két nagy újdonság, hogy a mobil lejátszik podcastokat és ki tudja jelezni az albumok borítóját. A zenéket a háttérben is tudjuk futtatni. Az FM-rádióban nincs semmi különleges, van benne automata hangolás, felvétel, stb.. Ha zenét hallgatunk vagy rádiózunk az érintőképernyő gombjai automatikusan átalakulnak az ehhez szükséges gombokká, és a háttérben is így maradnak. A hangrögzítőnél az érintőképernyő egy nagy piros gombbá változik, az általánosan használt felvétel gombot szimbolizálva.

### Saját fájlok
A saját fájlokon belül 6 almappa található: Fényképezőalbum (a mobil kamerájával készült képek tárolására), Képek (a Bluetooth-on vagy USB-n átküldött képek tárolására), Videók (a videók tárolására), Hangok (az alaphangok és a Bluetooth-on vagy USB-n átküldött hangok/zenék tárolására), Játékok és egyebek (a mobiltelefonra letöltött játékok és java programok tárolására), Egyéb fájlok (a többi fájl tárolására (a telefon ide teszi azokat a fájlokat is, amiket nem tud olvasni)). A telefon a legtöbb ma ismert kép-, videó-, és hangformátumot lejátssza, viszont csak a 320x240-es és annál kisebb  felbontású videókat tudja értelmezni. Ezeken kívül a saját fájlokban található még a Memória állapota pont, ahol könnyedén meg tudjuk nézni mind a telefon, mind a memóriakártya memória állapotát.

### Fényképező

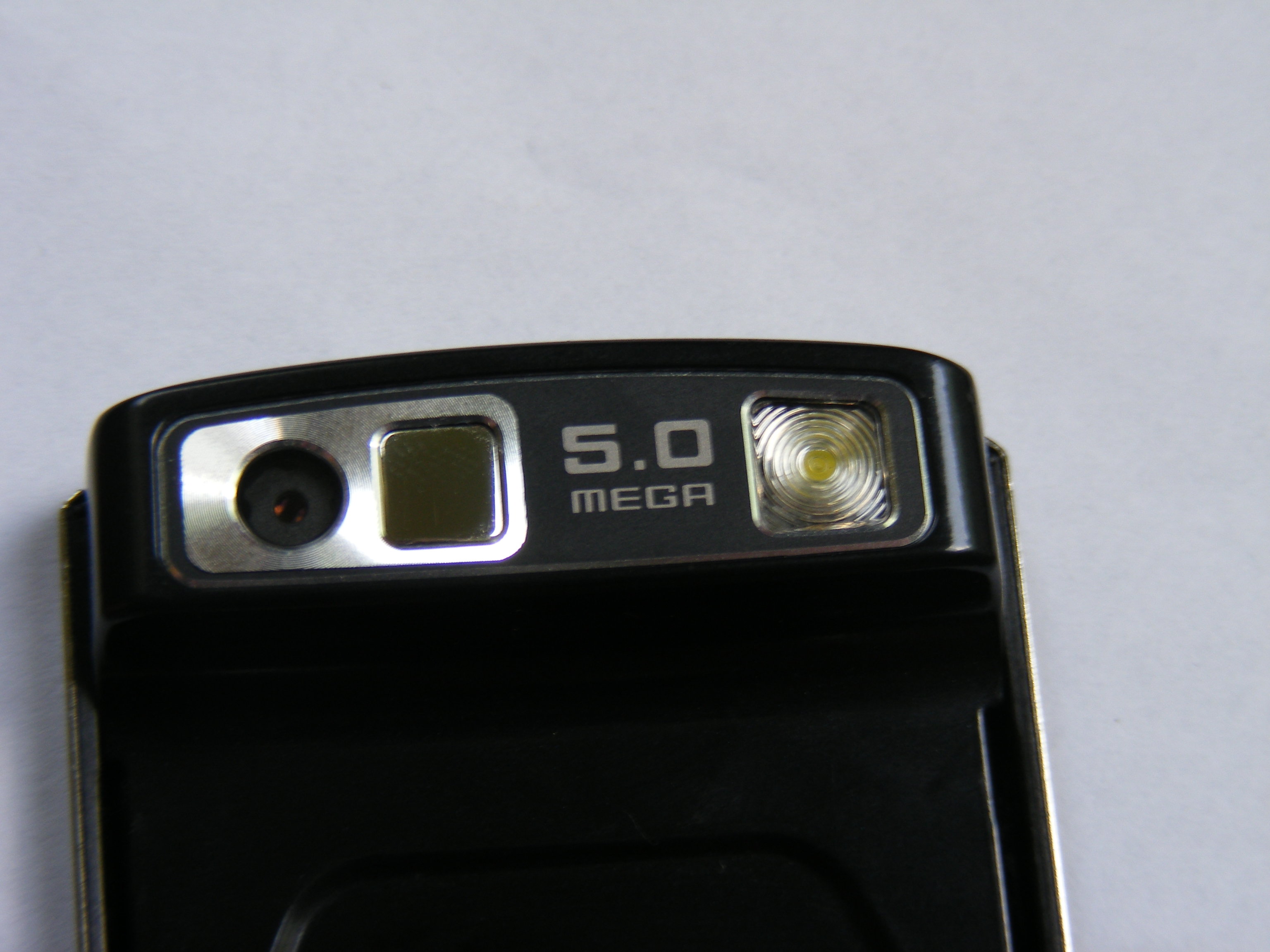
Az U900 kamerája

5,04 megapixel felbontású szenzor, arcfelismerő funkció, 3-szoros digitális zoom, LED vaku van a telefonban. Ezenkívül megtalálható benne a sorozatfelvétel mód, ami kilenc képet készít gyors egymásutánban, és utána kiválaszthatjuk, hogy melyiket szeretnénk elmenteni. Ezenkívül van még panorámafelvétel (3-6 kép egymás után készítése, amit a telefon utána egybe olvaszt), mozaikfelvétel (több kép egy képernyőre egymás mellé illesztése), és keretes kép készítése is. A telefon gombjaival különböző funkciók érhetők el (Felvételi mód, Motívumprogramok, Önkioldó, Vaku).
A készülék QVGA (320x240) felbontású videók rögzítésére képes 30 kép/másodperc sebességgel. A videó és képstabilizálásnak köszönhetően a videókon kevésbé jelenik meg a remegés és a képek kevésbé lesznek elmosódottak.

### Szórakozás
A szórakozásba a következők tartoznak: Játékok és egyebek, Képszerkesztő, Videószerkesztő. A telefonban nincsenek beágyazott java játékok, ezeket később lehet letölteni rá. A képszerkesztőben hatásokat tudunk beszúrni, módosítani tudjuk a fényerőt, a kontrasztot, és a színt, valamint átméretezni, elforgatni, átfordítani és körbevágni is lehet a képet. A telefonba alapból be vannak építve keretek, ábrák és hangulatjelek, ezeket be lehet illeszteni a képbe. A megszerkesztett képeinket ki is tudjuk nyomtatni USB-n vagy Bluetooth-on keresztül. A videószerkesztőben 3 sáv van: a Videósáv, a Hangsáv és a További hangsáv. Magyarul miután betettük a szerkesztőbe a szerkeszteni kívánt videót, utána kicserélhetjük az alatta menő hangot. A videó kinézetével a következőket csinálhatjuk: Vágás, Szétválasztás, Effektek és Szöveg beszúrása. A szövegnél beállíthatjuk a kezdőpontot, a végpontot, a betű méretét, és a betű színét. Ha szerkesztés közben megtetszik a videó pillanatnyi állása, bármikor exportálhatjuk az eredeti hanggal.

### Alkalmazások
Az Alkalmazásokon belül 10 darab menüpont található: Bluetooth, RSS olvasó, Jegyzet, Feladat, Világóra, Számológép, Átváltó, Időzítő, Stopperóra és Westel (szolgáltatásfüggő). A Bluetooth 2.0-s, és lehetőségünk van benne saját eszközök felvételére, saját telefon láthatóságának ki-, bekapcsolására, saját telefon nevének átállítására, biztonságos üzemmód és távoli SIM üzemmód ki-, és bekapcsolására, valamint a különböző Bluetooth szolgáltatások megtekintésére. Az RSS olvasó segítségével könnyedén megtekinthetjük kedvenc hírcsatornáinkat. Ez a funkció korábban csak Sony Ericsson készülékeken volt elérhető, de manapság már a legtöbb Samsung telefonba is beépítik. Jegyzeteket készíthetünk rövid információkról, melyeket nem szeretnénk elfelejteni. Feladatainknak beállíthatjuk címét, leírhatjuk a részleteket, kezdés dátumát és esedékességet, valamint beállíthatunk hangjelzést, és megadhatjuk a prioritás mértékét. A Világóra térképes, be kell állítanunk az otthoni időzónát, valamint végtelen számú helyi zóna beállítására van lehetőségünk. A telefon az alapképernyőjén két időzónát tud megjeleníteni, három különböző kinézetben. A Számológép az alapnál kiterjesztettebb képességű, az alapfunkciókon kívül van benne x^y, ln, gyök, e^x, X!, sin, cos, tan, pí, arcsin, arccos, arctan, log, abs, 2^x, xCy és xPy. A mobiltelefonban azt is meg lehet adni, hogy a trigonometrikus függvényeket fokban vagy radiánban számolja. Az Átváltóban hat funkció áll lehetőségünkre: pénznem-, hossz-, tömeg-, térfogat-, terület- és hőmérséklet átváltó. A pénzátváltó a következő pénznemeket ismeri: EUR, GBP, JPY, USD, CHF, NOK, SEK, DKK, CNY és KRW. Ezenkívül további tíz pénznemet adhatunk hozzá és az árfolyamokat is bármikor frissíthetjük. Az Időzítőt maximálisan 99 óra 59 perc 59 másodpercre állíthatjuk be és a háttérben is futtatható. A Stopperóra századmásodperces pontossággal mér és 50 részidőt képes tárolni, azonban háttérben nem futtatható, amint kilépünk, egyből leáll.

## Specifikácó
Technológia
- GSM 850/900/1800/1900 + UMTS 850/1900/2100 + HSDPA

Telefonkönyv
- 1000 kapcsolat (+200 a SIM-kártyán)

Adatátvitel
- GPRS/EDGE/3G/HSPDA
- Bluetooth 2.0

Kijelző
- 2.2” QVGA (240x320 képpont), 16 777 216 (24 bit) szín TFT LCD

Méretek
- 105.9 x 49.5 x 12.9 mm (4,2 x 1.9 x 0,5 in)

Súly
- 112 g/4 uncia

Memória
- MicroSD kártyával bővíthető (legfeljebb 8GB)
- Telefon memória maximum 118 MB az előre telepített programok függvényében

Akkumulátor
- 3.7 V Li-Ion
- Beszélgetési idő: max. 4 óra (2.5G és 3G)
- Készenléti idő: max. 400 óra (2.5G) max. 250 óra (3G / 64 frame)

Internetböngésző
- WAP 2.0

Színvariációk
- Black
- Pink
- Grey
- Black-Gold
- Platinum

SAR (Specific Absorption Rate) érték
- 0,692 W/kg

Beszédkódolás
- HR+FR+EFR

## Külső hivatkozások
- Mobilaréna teszt
- Samsung hivatalos honlapja
- Depo.hu
- IT-Extreme teszt
- Telefonguru információk